# Aponévrose du muscle érecteur du rachis
L'aponévrose du muscle érecteur du rachis est la formation tendineuse d'origine des muscles érecteurs du rachis.

## Description
L'aponévrose du muscle érecteur du rachis occupe l'espace entre la crête sacrale médiane et la partie postérieure de la crête iliaque.
Elle s'étend de la pointe du sacrum jusqu'à la partie moyenne de la région thoracique dorsale où elle se joint au fascia throraco-lombal. 
Sa face antérieure permet la fixation des muscles érecteurs du rachis et émet des cloisons de séparation entre ceux-ci formant des septums intermusculaires.